# Stra
Stra is een gemeente in de Italiaanse provincie Venetië (regio Veneto) en telt 7247 inwoners (31-12-2004). De oppervlakte bedraagt 8,8 km², de bevolkingsdichtheid is 824 inwoners per km².
De volgende frazioni maken deel uit van de gemeente: San Pietro, Paluello.
De Villa Pisani ligt in de gemeente.

## Demografie
Stra telt ongeveer 2746 huishoudens. Het aantal inwoners steeg in de periode 1991-2001 met 4,8% volgens cijfers uit de tienjaarlijkse volkstellingen van ISTAT.
| Jaar | Inwoneraantal |
| ---- | ------------- |
| 1991 | 6710          |
| 2001 | 7031          |

## Geografie
Stra grenst aan de volgende gemeenten: Dolo, Fiesso d'Artico, Fossò, Noventa Padovana (PD), Vigonovo, Vigonza (PD).